# Стефани Хуанг
Стефани Йонг Хуанг (на английски: Stephanie Young Hwang), по-добре позната с псевдонима Тифани (на английски: Tiffany) e американска певица и танцьорка, активна в Южна Корея. Тифани става известна като член на „Гърлс Дженерейшън“, една от най-продаваните и успешни южнокорейски групи, както и нейната подгрупа Ти Ти Ес. През 2016 година става вторият член на SNSD, който издава солов албум. „I Just Wanna Dance“ е издаден през май, а в направата му участват И Со-ман, Суйонг, Никола Робъртс и самата тя.

## Биография

### 1989 – 2012: Ранен живот и начало на кариерата
Стефани Йонг Хуанг е родена в Сан Франциско, Калифорния на 1 август 1989 г. в същата болница като Джесика Чонг, бивш член на „Гърлс Дженерейшън“. Израства в Даймънд Бар с баща си, по-голямата си сестра Мишел и по-големия си брат Лео. Майка ѝ умира, когато тя е още малка. Като дете обича да пее и танцува на песни на БоА и я посочва за причината, поради която е искала да са стане певица. Подкрепяна от брат си, на 15-годишна възраст Стефани участва в музикално състезание проведено по време на корейски фестивал. Въпреки че не е избрана na състезанието, е забелязана от представител на Ес Ем Ентъртеймънт, който я кани на прослушване, вследствие на което е приета за стажант. Баща ѝ не одобрява идеята да стане певица, но тя е категорична и му казва, „че може да съсипе живота ѝ“. След три седмици я пуска да замине за Южна Корея. В интервю певицата споделя, че след това не се е прибирала вкъщи две години и половина.
След почти четири години на обучение, Стефани прави своя дебют с групата „Гърлс Дженерейшън“ с псевдоним Тифани, в чест на майка си, която е искала да я кръсти така. Пробивът на Гърлс Дженерейшън става с издаването на сингъла „Gee“ през 2009. Освен като част от групата, Тифани реализира няколко песни за различни саундтракове към драми и филми включително „By Myself“ за драмата „Принцеса Ча Мьонг Го“ (известен и на български като „История за самоунищожението“), „Because It's You“ за „Любовен дъжд“ и „One Step Closer“ за „Всичко за романса“. Тифани има дуети с Джесика Чонг и Сохьон към песните „Oppa Nappa“ и „It's Fantastic“, „A Girl, Meets Love“ заедно с K.Will, Oh! My Love to You със Суйонг, „Rise and Shine“ с Кюхьон от Супер Джуниър и други. От 2007 до 2008 г. Тифани води шоуто „Boys & Girls Music Countdown“ заедно с Ким Хье-сънг. През 2008 г. е диагностицирана с възли на гласните струни, по-късно и с дисфония. След проведеното лечение, гласът ѝ се връща към нормалното, но проблемът отново се появява година по-късно, което я кара да се оттегли от сцената и да постъпи в болница през септември и отново през 2010 г. Тифани се излекува, но казва, че гласът ѝ е променен заради възлите, но не вижда задължително нещо лошо в това. През 2009 г. заедно с Юри от „Гърлс Дженерейшън“ стават MC за „Music Core“ и напускат през 2010 г., за да се фокусират върху дебюта на групата в Япония, връщайки се отново през октомври 2011 г. През януари Юри отново напуска шоуто, а Тифани продължава да го води заедно с Тейон и Сохьон до април 2013 г.

### 2012– TTS и „I Just Wanna Dance“
От 25 ноември до 29 януари 2012 г. Тифани играе Кармен Диаз, ученичка по сценични изкуства, която мечтае да стане известна в корейската адаптация на мюзикъла „Fame“. През април 2012, се формира подгрупа на „Гърлс Дженерейшън“, Ти Ти Ес (TTS) състояща се от Тифани, Тейон и Сохьон. Дебютния им миниалбум „Twinkle“ постига голям комерсиален успех, ставайки осмият най-продаван албум за 2012 година. През септември 2013 Тифани участва в „Fashion King Korea“ – шоу, в което звезди работят с корейски топ модни дизайнери, за да изпълняват мисии. Тифани и партньорът ѝ завършват на трето място. През 2015 г., става водещ на „Heart A Tag“, отново шоу касаещо модата. През април 2016 г. заедно с актрисата Мин Хьо-рин, Джеси от Lucky J и актрисата Ра Ми-ран участват в шоуто „Sister's Slam Dunk“.
През лятото на 2015, Тифани започва работа по първия си солов проект. В интервю споделя, че композира от 2014 година и когато идва време да издаде албума е „нервна за песните, които е направила“. Като голяма помощ за направата на албума посочва Ким Тейон, с които са добри приятелки още от пристигането на Тифани в Южна Корея. „I Just Wanna Dance“ излиза 11 май 2016 година. Албумът среща смесени, но главно позитивни отзиви. Тамар Херман от Билборд го определя като „звуково платно, върху което е нарисуван новият имидж на Тифани“, докато Честър Чин от „The Star“ заключава, че е „твърде безопасен за собственото си добро“. Албумът дебютира на трето място в класацията за световни албуми на Билборд, както и в корейската класация Гаон. „I Just Wanna Dance“ продава над 67,000 копия, а Билборд го определя като седмия най-добър албум за годината. Едноименният сингъл дебютира на десета позиция в Билборд и Гаон. През юни, Тифани издава следващия си сингъл „Heartbreak Hotel“ с участието на Саймън Доминик. Сингълът е част от SM Station. Същия месец певицата провежда няколко малки концерта в Сеул.
През август 2016, Тифани публикува няколко снимки, докато е в Токио за концерт с Ес Ем Таун. Снимките включват настоящото и предишното знаме на Япония и въпреки че певицата ги използва, за да отбележи къде се намира, корейската публика реагира изключително остро, защото публикациите съвпадат с Освобождението на Корея от Япония. Случаят я принуждава да напусне шоуто „Sister's Slam Dunk“. За да се извини, Стефани написва две писма, извинявайки се за незнанието си по история. След скандала, някои медии се изказват в нейна защита, осъждайки корейското общество за мизогиния, пишейки, че ако същото се беше случило на звезда от мъжки пол, нямаше да се отнесат толкова жестоко.
През октомври 2016, певицата участва в сингъла на Far East Movement, „Don't Speak“. В интервю групата споделя, че работата с Тифани е отворила очите им колко гъвкав диапазон има.

## Личен живот
През 2014 г. Тифани и Никхун от групата 2PM потвърждават, че имат връзка. След около година и половина връзка двамата се разделят заради натоварения си график.

## Дискография

### EPs
- „I Just Wanna Dance“ (2016)

### Сингли
| Заглавие на песен    | Година | Допълнителна информация |
| -------------------- | ------ | --- |
| „Touch the Sky“      | 2007   | Заедно с Тейон, Джесика, Съни и Сохьон; към сериала „Thirty Thousand Miles in Search of My Son“ („На трийсет хиляди мили в търсене на сина ми“) |
| „Oppa Nappa“         | 2008   | Заедно с Джесика и Сохьон |
| „It's Fantastic“     | 2008   | Заедно с Джесика и Сохьон |
| „Holding Hands“      | 2008   | Заедно с Джесика, Супер Джуниър, SS501, Jewelry, Brown Eyed Girls, И Хьон от 8Eight, T.G.U.S                                                    |
| „The Little Boat“    | 2008   | Тейон, Джесика, Съни и Сохьон към сериала „Хонг Гил Донг“                                                                                       |
| „Secret“             | 2008   | наратор на песента Ким Донг-уан |
| „By Myself“          | 2009   | към сериала „Princess Ja Myung Go“ (Принцеса Ча Мьонг Го)                                                                                       |
| „A Girl, Meets Love“ | 2009   | заедно с K.will |
| „Feeling Only You“   | 2009   | заедно с The Blue и Суйонг |
| „Motion“             | 2009   | Заедно с Тейон, Джесика, Съни и Сохьон; към сериала „Heading to the Ground“ („Към земята“)                                                      |
| „Ring“               | 2010   | |
| „Cabi Song“          | 2010   | Заедно с Тейон, Съни, Сохьон, Юри, Чангсънг, Джунсу и Текьон (2PM)                                                                              |
| „Cooky“              | 2010   | Заедно с Тейон, Съни, Сохьон и Джесика |
| „Haechi Song“        | 2010   | Заедно с Тейон, Съни, Сохьон и Джесика; към анимето „Приятелят ми Хечи“                                                                         |
| „Because It's You“   | 2012   | към сериала „Love Rain“ („Любовен дъжд“) |
| „Rise and Shine“     | 2012   | заедно с Кюхьон; към сериала To the Beautiful You                                                                                               |
| „One Step Closer“    | 2013   | към сериала „All About My Romance“ („Всичко за романса“)                                                                                        |
| „You Are A Miracle“  | 2013   | към „SBS Gayo Daejun: Friendship Project“ |
| „Talk About Love“    | 2014   | към „W Foundation Campaign“ |
| „Cheap Creeper“      | 2014   | Заедно с Тейон, Джесика, Съни и Сохьон; към филма „Make Your Move“ („Раздвижи се“)                                                              |
| „Good Life“          | 2014   | заедно с Хенри Лау; към сериала „Final Recipe“                                                                                                  |
| „Only One“           | 2015   | към сериала „Blood“ |
| „QnA“                | 2015   | заедно с Хан Хи-джун |
| „Shut Up“            | 2016   | Сингъл за шоуто „Sister's Slam Dunk“ |
| „I Just Wanna Dance“ | 2016   | Главната песен от едноименния EP |
| „Heartbreak Hotel“   | 2016   | Сингъл от SM Station; заедно с Саймън Доминик                                                                                                   |
| „Don't Speak“        | 2016   | Сингъл на Far East Movement |

## Филмография
| Година | Заглавие               | Роля  |
| ------ | ---------------------- | ----- |
| 2008   | „Unstoppable Marriage“ | камео |
| 2015   | „The Producers“        | камео |

| Година | Заглавие                                             | Роля    |
| ------ | ---------------------------------------------------- | ------- |
| 2012   | „I AM“ (биографичен филм за Ес Ем Таун)              | себе си |
| 2014   | „My Brilliant Life“                                  | камео   |
| 2015   | „SMTown The Stage“ (документален филм за Ес Ем Таун) | себе си |

| Година      | Заглавие         | Роля        |
| ----------- | ---------------- | ----------- |
| 2011 – 2012 | „Fame“ („Слава“) | Кармен Диаз |

| Година                   | Заглавие                       | Допълнителна информация                                                          |
| ------------------------ | ------------------------------ | -------------------------------------------------------------------------------- |
| 2007 – 2008              | „Boys & Girls Music Countdown“ | домакин, заедно с Ким Хье-сънг                                                   |
| 2007 – 2008              | 2007 – 2008                    | „Champagne“                                                                      |
| 2008                     | „Kko Kko Tours Single♥Single“  | първи сезон                                                                      |
| 2009 – 2010; 2011 – 2013 | MBC Show! Music Core           | домакин с Юри (2009 – 2010; 2011 – 2012); домакин с Тейон и Сохьон (2012 – 2013) |
| 2013                     | „Fashion King Korea“           |                                                                                  |
| 2014                     | „Jessica & Krystal“            | два епизода                                                                      |
| 2014                     | „The TaeTiSeo“                 | Заедно с Тейон и Сохьон                                                          |
| 2015                     | „Heart A Tag“                  | домакин с И Чол-у                                                                |
| 2016                     | „Sister's Slam Dunk“           | част от първия сезон                                                             |

## Награди

### Музикални
| Шоу             | Дата        | Песен                |
| --------------- | ----------- | -------------------- |
| „The Show“      | 17 май 2016 | „I Just Wanna Dance“ |
| „Show Champion“ | 18 май 2016 | „I Just Wanna Dance“ |

| Година | Категория                      | Награда                       | Работа               | Резултат   |
| ------ | ------------------------------ | ----------------------------- | -------------------- | ---------- |
| 2008   | „Най-горещо момиче от училище“ | Mnet 20's Choice Awards       | –                    | номинирана |
| 2009   | „Най-добър саундтрак“          | Mnet Asian Music Awards       | „By Myself“          | номинирана |
| 2011   | Награда за MC (с Юри)          | 2011 MBC Entertainment Awards | „Show! Music Core“   | спечелена  |
| 2016   | „Най-добър танц-соло“          | 18th Mnet Asian Music Awards  | „I Just Wanna Dance“ | номинирана |
| 2016   | „Песен на годината“            | 18th Mnet Asian Music Awards  | „I Just Wanna Dance“ | номинирана |